# الإمبراطور وو من هان

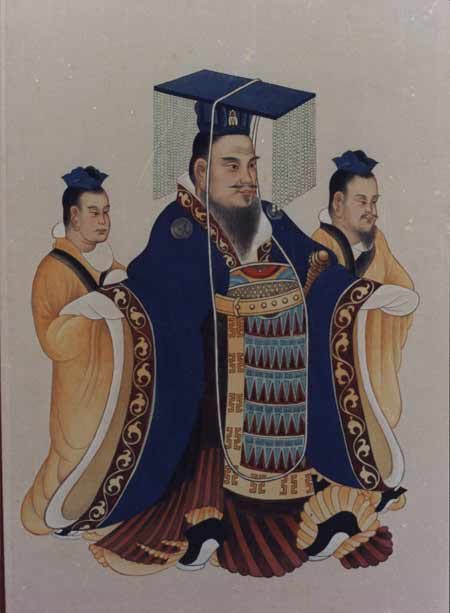
الإمبراطور وو هان

الإمبراطور وو من هان (وُلد في 30 يوليو في عام 157 قبل الميلاد، وتُوفّي في 29 مارس في عام 87 قبل الميلاد)، كان اسمه عند الولادة ليو تشي، ويُعرف باسم تونغ. كان وو من هان الإمبراطور السابع لسلالة هان الحاكمة في الصين، إذ حكم بين عامي 141 و87 قبل الميلاد. استمرّت فترة حكمه 54 عامًا، وهو رقم قياسي لم يُكسر حتى عهد الإمبراطور كانغ شي بعد أكثر من 1800 عام. نجح وو من هان في تحقيق توسّع إقليمي هائل وتطوير دولة قوية مركزية، وذلك عبر إعادة تنظيمه للحكومة وترقيته للعقائد الكونفوشية. كتبت الدراسات الاجتماعية الثقافية والتاريخية عن تجديدات الإمبراطور وو الدينية وعن رعايته للفنون الشعرية والموسيقية، بما في ذلك تطويره لدائرة الموسيقى الإمبراطورية لتُصبح هيئةً مرموقةً. عزّز الإمبراطور وو التواصل الثقافي مع غرب أوراسيا بصورة مباشرة وغير مباشرة.
قاد الإمبراطور وو من هان الصين إلى أكبر توسّع لها بصفته قائدًا عسكريًا. امتدّت حدود الإمبراطورية في ذروتها من قيرغيزستان الحديثة غربًا إلى كوريا شرقًا وشمالي فيتنام جنوبًا. نجح الإمبراطور وو في التصدّي للبدوي شيونغنو، وذلك عند مداهمته الممنهجة لشمال الصين وإرساله لمبعوثه تشانغ تشيان بهدف إقامة تحالف مع ييه تشي من كانغشو في عام 139 قبل الميلاد (بلاد الصغد، أو أوزبكستان اليوم). أسفر الأمر عن إرسال بعثات أخرى إلى آسيا الوسطى. تصف السجلات التاريخية الإمبراطور وو بأنه مهتم في الشامانية لا البوذية، إلا أن التبادلات الثقافية التي أجرتها السفارات تشير إلى تلقّيه لتماثيل بوذية من آسيا الوسطى، كما هو مبيّن في الجداريات الموجودة في كهوف موغاو.
اعتُبر الإمبراطور وو واحدًا من أعظم الأباطرة في التاريخ الصيني، وذلك نتيجةً لحوكمته الفعّالة التي جعلت من أسرة هان الحاكمة واحدةً من أقوى الأمم في العالم. وصف مايكل لووي عهد الإمبراطور وو بأنه «ذروة» السياسات «الحداثية» (الشرعوية المسوغة كلاسيكيًا)، وذلك بالنظر إلى «تكييفه لأفكار الحقبة السابقة لأسرة هان الحاكمة». اتّسمت سياسته وسياسة مستشاريه المقرّبين بالشرعوية، إذ انحازوا إلى أتباع شانغ يانغ. ومع ذلك، اعتمد الإمبراطور وو مبادئ الكونفوشية باعتبارها فلسفة دولة ومدوّنة أخلاقية لإمبراطوريته، إذ أسس مدرسةً لتعليم المسؤولين المستقبليين مبادئ الكونفوشية، وذلك على الرغم من إرسائه لدولة استبدادية مركزية في الصين. لعبت هذه الإصلاحات دورًا راسخًا في الصين الإمبريالية، واستطاعت التأثير على الحضارات المجاورة بشكل كبير أيضًا.

## وصلات خارجية
- الإمبراطور وو من هان على موقع الموسوعة البريطانية (الإنجليزية)
- الإمبراطور وو من هان على موقع ميوزك برينز (الإنجليزية)